# عبد الحميد حسن
عبد الحميد حسن لاعب كرة قدم مصري معتزل، بدأ مع منتخب الكلية ثم انتقل لنادي كهرباء الإسماعيلية ومنه إلى إنبي وبترول أسيوط والأهلي والاتحاد السكندري ، وعمل فترة كمدرب مساعد مع فريق بتروجيت.

## مسيرته الكروية

### بداياته
بدأ لعب كرة القدم في سن الـ 25 مع منتخب الكلية ؛ لأن والده كان مهتمًا بالجزء الدراسي أكثر، وبعد وفاته وجد أن لديه فرصة للعب لأي نادٍ في الدوري الممتاز، وبالفعل بدأ في ذلك مع إحدى الفرق الصغيرة بالعريش بعدها تلقى عروضًا من نادي الإسماعيلي وأحد الأندية الأخرى.

وقد وقع بالفعل على استمارات بنادي الإسماعيلي عندما كان علي أبو جريشة المدير الفني للفريق في ذلك الوقت إلا أنه تعرض لأزمة صحية قبل أن يوقع على عقود انضمامه للدراويش، وتعاقد النادي بعدها مع مدير فني ألماني ورفض التعاقد مع أي لاعب جديد، لذلك انتقل لنادي كهرباء الإسماعيلية.

### إنبي
عرفت بداياته في الدوري الممتاز عن طريق نادي إنبي عند انضم لهم قادمًا من نادي كهرباء الإسماعيلية في موسم 2001–2002 ، واستطاع أن يسجل أسرع هدف في تاريخ الدوري المصري في الثانية 13 أمام غزل المحلة في موسم 2005–2006 ، قبل أن يكسر حسام باولو هذا الرقم بتسجيله هدف في الثانية 11.6 أمام المصري في في موسم 2015–2016.

### بترول أسيوط
انتقل بعدها إلى نادي بترول أسيوط ولعب معه نصف الموسم، ثم أصر المدرب البرتغالي للنادي الأهلي وقتها مانويل جوزيه على التعاقد معه في الانتقالات الشتوية، بعدما أدى مباراة رائعة أمام النادي الأهلي ، وعلى حسب وصفه لها بأنها أفضل مباراة له في حياتي.

### الأهلي
انتقل إلى النادي الأهلي وهو في الرابعة والثلاثين من عمره ؛ بإصرار من المدرب البرتغالي للنادي الأهلي وقتها مانويل جوزيه ، وكان مقتنعًا جدًّا بإمكانياته رغم سنه الكبير، ولكنه نجح في كسر حاجز السن هو وحسام حسن لأنهما استمرا في الملاعب لأطول فترة ممكنة.

### الاتحاد السكندري
طلب الرحيل عن الأهلي حيث تعرض لإصابة في الركبة، ولكن حدث موقف مع جوزيه فغضب منه ولم يشارك بعدها في المباريات سوى دقائق، لذلك قرر بعدها الرحيل حتى يجد فرصة للمشاركة أكثر في المباريات، فانتقل إلى الاتحاد السكندري على الرغم من سنه الكبير، ولكنه نجح في أن يكون أساسيًّا لمدة ثلاث سنوات ونصف السنة وهداف الفريق وأحد العناصر الأساسية وكانت فترة مميزة في مشواره.

## مسيرته التدريبية
بدأ التدريب مع قطاع الناشئين بنادي إنبي ، وبعدها في قطاع الناشئين بنادي بتروجيت ، وفي الجهاز الفني لبتروجيت مع رمضان السيد ، وبعدها في الناشئين بنادي المقاولون العرب ومستمر في ذلك المجال مع عمله في التحليل الرياضي.

## الألقاب والإنجازات

### على مستوى الأندية

#### الأهلي
- الدوري المصري الممتاز: 2006–2007 ، 2007–2008
- كأس مصر لكرة القدم: 2006–2007
- كأس السوبر المصري: 2007
- كأس السوبر الأفريقي: 2007

### على المستوى الفردي
- صاحب ثاني أسرع هدف في تاريخ الدوري المصري (في الثانية 13).

## روابط خارجية
- عبد الحميد حسن